# Trichloracetamid
Trichloracetamid ist eine chlorierte organische Verbindung aus der Gruppe der Carbonsäureamide.

## Vorkommen
Trichloracetamid kann in Spuren in Trinkwasser enthalten sein, wenn chlorbasierte Desinfektionsmittel verwendet werden.

## Verwendung
Trichloracetamid spielt eine Rolle in der organischen Synthese, zum Beispiel von Oligosacchariden. Durch Dehydrierung, beispielsweise mit Phosphorpentoxid wird Trichloracetonitril erhalten. Trichloracetonitril dient zur Erzeugung von Trichloracetimidaten, bei deren Umsetzung wiederum Trichloracetamid entsteht.